# پورتو کارنو
پورتو کارنو (به اسپانیایی: Puerto Carreño) یک منطقهٔ مسکونی در کلمبیا است که در Vichada واقع شده‌است. پورتو کارنو ۱۲٬۴۰۹ کیلومتر مربع مساحت دارد ۵۱ متر بالاتر از سطح دریا واقع شده‌است.